# Kronika králů Alby
Kronika králů Alby, někdy také Skotská kronika, je krátká kronika o panovnících království Alba, zahrnující období od počátku vlády Kennetha I. († roku 858) až do doby vlády Kennetha II. († roku 995).
Celý text pochází z Poppletonova rukopisu, který je nyní uschován v Francouzské národní knihovně v Paříži. Kronika králů Alby je čtvrtý ze sedmi navazujících skotských dokumentů obsažených v Poppletonově rukopisu. Prvních šest bylo sestaveno zřejmě na počátku 13. století.
Kronika je důležitým zdrojem informací o době, kterou popisuje, a je psána většinou v hibernolatinském jazyce. Původní text byl zcela jistě napsán ve Skotsku, zřejmě na počátku 11. století, krátce po konci vlády Kennetha II., jehož panování je posledním obdobím, které dokument popisuje.